# Palacio Feriye
El Palacio Feriye (en turco: Feriye Sarayı) es un complejo de edificios palaciegos imperiales otomanos a lo largo de la costa europea del estrecho del Bósforo en Estambul (Turquía). En la actualidad, los edificios albergan instituciones educativas como una escuela secundaria y la Universidad de Galatasaray.

## Historia
El complejo del palacio fue encargado por el sultán Abdülaziz I (reinó entre 1861 y 1876) en 1871 y diseñado por el arquitecto Sarkis Balyan. Los edificios se construyeron para satisfacer la necesidad de residencia de los miembros de la familia ampliada de la corte imperial. El palacio, que se construyó como complemento al Palacio Dolmabahçe y al Palacio de Çırağan, tomó el nombre de "Feriye", que significa "secundario" o "auxiliar" en turco. Consta de tres edificios principales en la costa, un pabellón para concubinas, un pequeño edificio de dos pisos y dependencias en la parte posterior.
El 30 de mayo de 1876, el sultán Abdülaziz fue depuesto por sus ministros. Se trasladó al Palacio Feriye a petición propia después de una estancia de cuatro días en el Palacio de Topkapı. Poco después, se le encontró muerto con las muñecas cortadas en el Palacio Feriye. Fue documentado como un suicidio en ese momento.
Varios miembros de la corte imperial otomana residieron en el Palacio Feriye hasta el 3 de marzo de 1924, fecha de la abolición del califato otomano por el parlamento de la recién fundada República de Turquía. Los edificios permanecieron vacíos durante un período de tiempo tras la deportación externa del último califa Abdul Mejid II junto con los miembros de la corte. 
En 1927, el Colegio Marítimo (en turco: Denizcilik Yüksek Okulu) se instaló en algunos edificios del Palacio Feriye. En el curso académico de 1928-29, el Instituto de Enseñanza Secundaria Kabataş también se trasladó a algunos edificios del complejo del palacio. Parte del palacio albergó la sección femenina del Liceo de Galatasaray cuando en 1967 la institución comenzó a impartir educación mixta. Parte del complejo en el noreste permaneció abandonada durante años.
El Colegio Marítimo se transformó en la Escuela de Marítima de la Universidad Politécnica de Estambul en 1981, y se trasladó a Tuzla. Los edificios quedaron temporalmente vacíos, y en 1982 se asignaron a la Escuela de Formación Profesional Marítima de Ziya Kalkavan.
Los edificios, que utilizaba la sección femenina del Liceo de Galatasaray, se entregaron a la Universidad de Galatasaray en 1992. El edificio principal es utilizado por varias facultades de la universidad, como la Facultad de Derecho, la Facultad de Economía y la Facultad de Comunicaciones y varias oficinas administrativas. El edificio principal, que actualmente es utilizado por la universidad, se conocía originalmente como İbrahim Tevfik Efendi Sahil Sarayı.
En 1995, la sección del complejo del palacio en estado de abandono fue restaurada por la Fundación de Educación Kabataş y se convirtió en un restaurante de clase alta, Feriye Lokantası.
El edificio principal, que es utilizado por la Universidad de Galatasaray, fue gravemente dañado por un incendio el 22 de enero de 2013.